# هضبة أبرق الضيان
هضبة أبرق الضيان هي إحدى هضاب منطقة القصيم في المملكة العربية السعودية، وترتفع 850 متراً عن سطح البحر.

## وصف الموقع
تقع الهضبة على إحداثيات 26°37'05.0«شمال 43°13'30.0» شرق في المنطقة المعروفة باسم الشرفة الواقعة شمال غرب منطقة الجواء، وإلى الشمال منها تقع قرية المخرم وهضبة أبرق الدريعاء، وشعيب صياد وشعيب طبقان، ومن الشمال الشرقي قرية الطراق وقرية المويركة، وجبال الطراق. ومن الشمال الغربي هضبة طريبيثة، ووادي الترمس، ومن الغرب هضاب قور الضباع وهضاب الأمغر، ومن الجنوب قرية الفويلق، ووادي الفويلق، وجبل صارة، ومن الشرق جبال العصودة.
ذكرها عبد الله بن صالح العقيل في معجم بلاد القصيم وأنها تسمى أيضاً أبرق العزاف وأبرق الحنان، وأنها تعرف بهذين الاسمين قديماً، وأن ممن ذكرها البكري في معجم ما استعجم، وعند ياقوت الحموي في معجم البلدان، وعند محمد بن بليهد في صحيح الأخبار، وعند حمد الجاسر في معجم شمال المملكة، وعند العبودي في معجم بلاد القصيم وأن من تسمياته أبرق النيران، وعند عبد الله بن محمد بن خميس في معجم جبال الجزيرة.